# Tianyige-Bibliothek

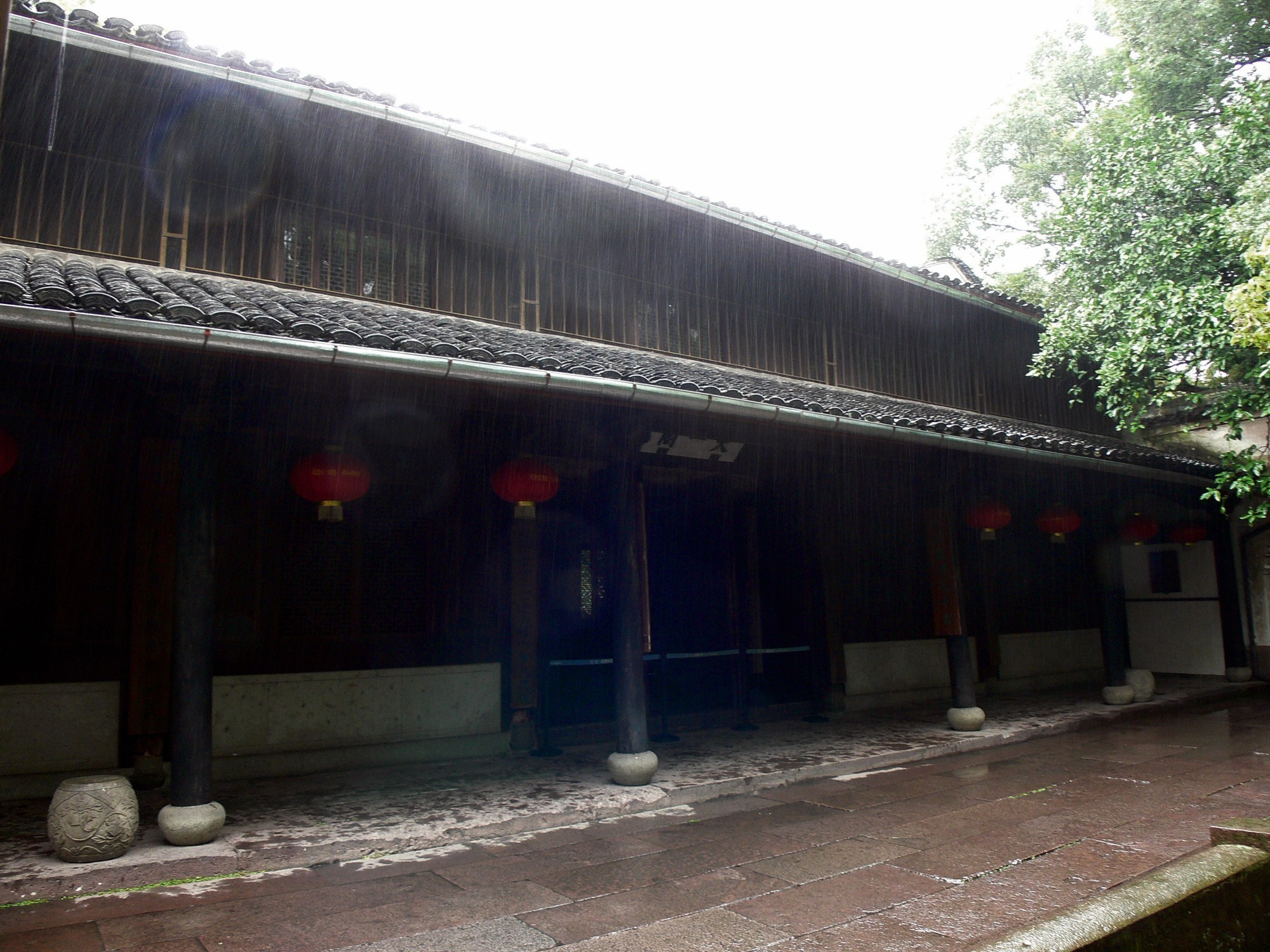
Tianyige-Bibliothek

Die Tianyige-Bibliothek bzw. der Tianyi-Pavillon usw. (chinesisch 天一阁, Pinyin Tiānyī gé) in Ningbo (dem alten Kreis Yin 鄞县) westlich des Mondsees (Yue Hu) in der chinesischen Provinz Zhejiang ist eine im 16. Jahrhundert in der Zeit der Ming-Dynastie von Fan Qin 范钦 für seine Privatsammlung erbaute berühmte chinesische Bibliothek. Das älteste noch existierende private Bibliotheksgebäude in China wurde im Jahr 1561 erbaut. Seine Sammlung beherbergt heute – nach einem wechselvollen Schicksal – über 300.000 Bände, davon 80.000 Raritäten, insbesondere aus der Zeit der Ming-Dynastie. In dem Sammelwerk Sibu congkan beispielsweise werden mehrere mingzeitliche Drucke der Sammlung reproduziert.
Die Tianyige-Bibliothek (Tianyi ge) steht seit 1982 auf der Liste der Denkmäler der Volksrepublik China (2-31).

## Abbildungen

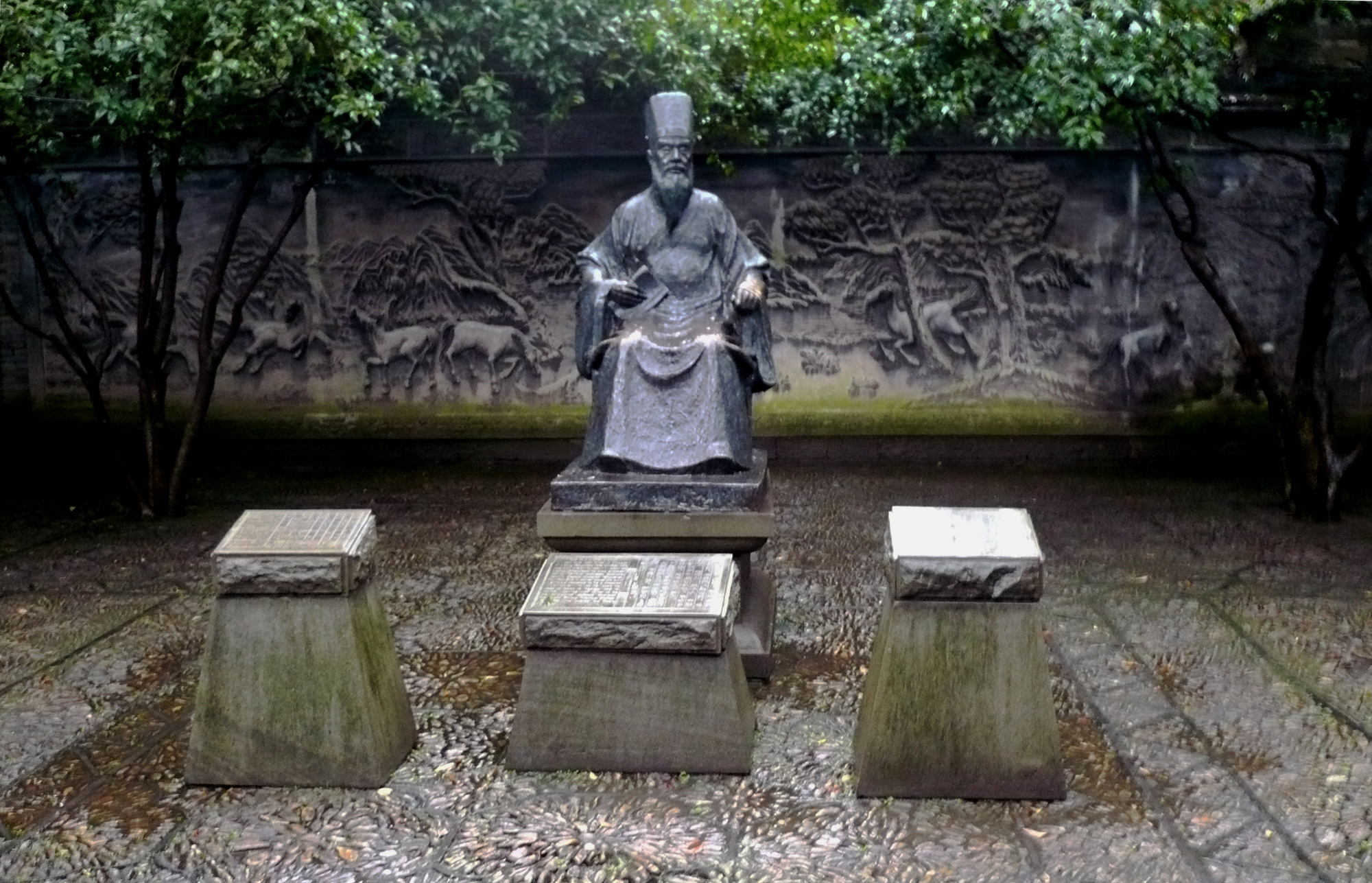
Statue von Fan Qin, dem Gründer
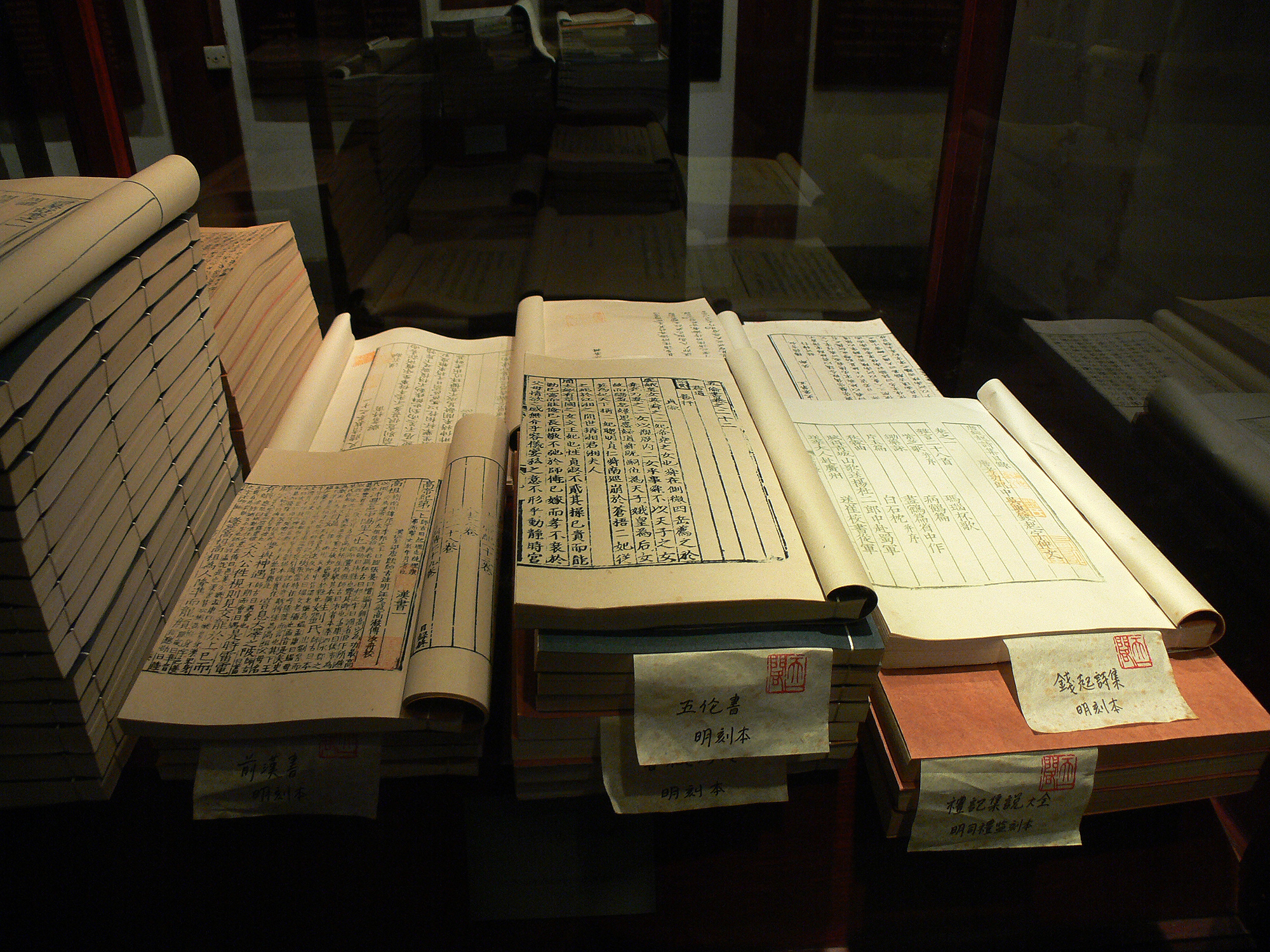
Bücher aus der Zeit der Ming-Dynastie in der Sammlung des Tianyi-Pavillons
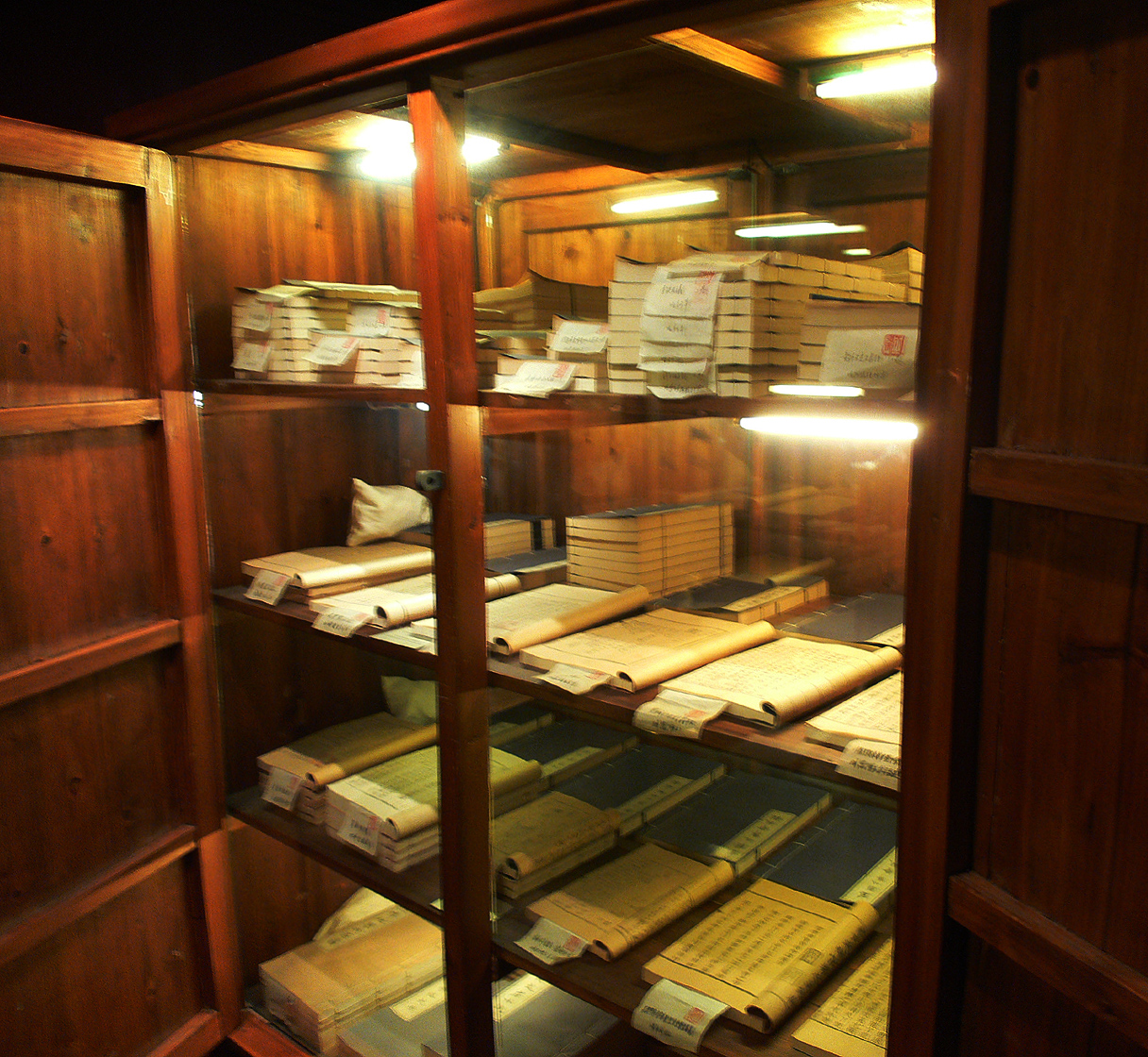
Bücherregal im Tianyi-Pavillon
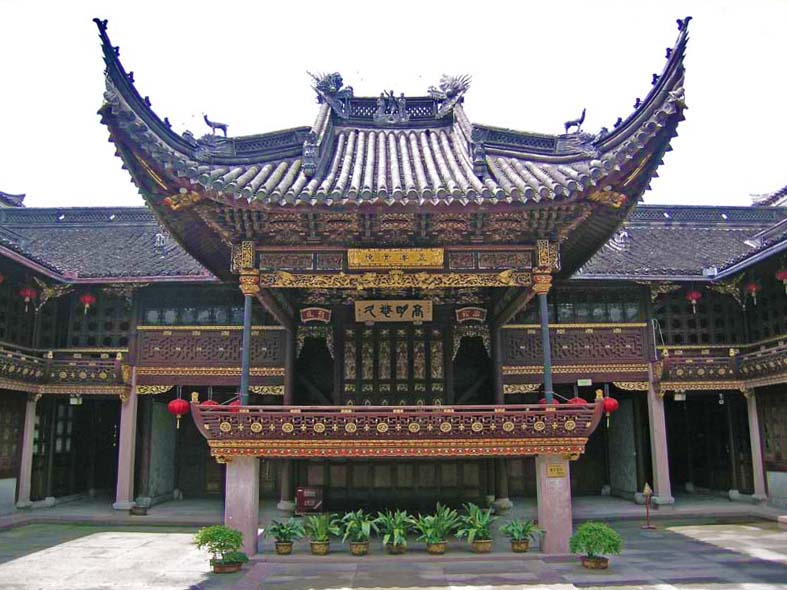
Qinshi xilou

Koordinaten: 29° 52′ 25″ N, 121° 32′ 9″ O